# Jaroslava Brousková
Jaroslava Brousková (ur. 18 lipca 1950 w Pradze) – czeska aktorka.
Jest córką aktora Otakara Brouska. Pochodzi z aktorskiej rodziny i już jako uczennica szkoły średniej grała w filmie (Malé letní blues, 1967) oraz uczestniczyła w objazdowych przedstawieniach Teatru Narodowego w Pradze. Ukończyła aktorstwo na Wydziale Teatralnym Akademii Sztuk Scenicznych w Pradze i dołączyła do teatru w Kolínie. Największe zainteresowanie aktorką ze strony filmowców pojawiło się na początku lat 70., kiedy to Brousková wcieliła się w kilka postaci młodych kobiet, w produkcjach: Takže ahoj (1970), Ženy v ofsajdu (1971), Dvě věci pro život (1972).
Występuje również w serialach telewizyjnych i dubbingu.